# Calpaque

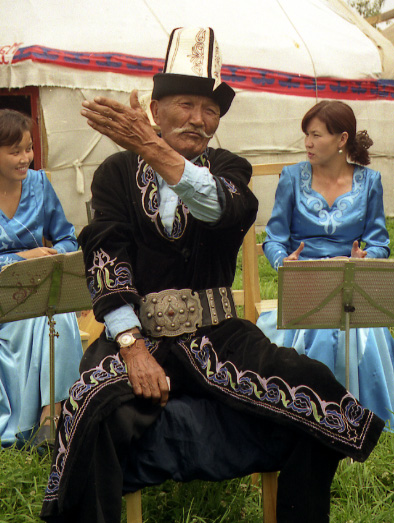
Um quirguiz Manaschi usando um calpaque branco, típico de ocasiões especiais

Calpaque (em turco:  kalpak [kaɫˈpak]; em cazaque:  қалпақ, em quirguiz:  калпак, ambos [qɑlˈpɑq]; em búlgaro:  калпак; em grego:  καλπάκι (kalpaki); em polonês/polaco:  kołpak; em ucraniano:  ковпак, kovpak) é um tipo de boné alto (normalmente feito de feltro ou de pele de carneiro) usado por homens na Turquia, na Ucrânia, nod Bálcãs e em toda a Ásia Central e no Cáucaso.
O calpaque é usado para manter a cabeça aquecida durante o inverno e para sombreá-la do sol forte durante o verão. Há diferentes estilos de calpaques para cada estação, de modo que os calpaques usados no inverno são mais espessos e os usados no verão mais finos e largos para melhor sombreamento.
A palavra calpaque é também um componente do etnônimo de um grupo túrquico: os caracalpaques (literalmente "calpaques pretos" na língia caracalpaque).

## Galeria

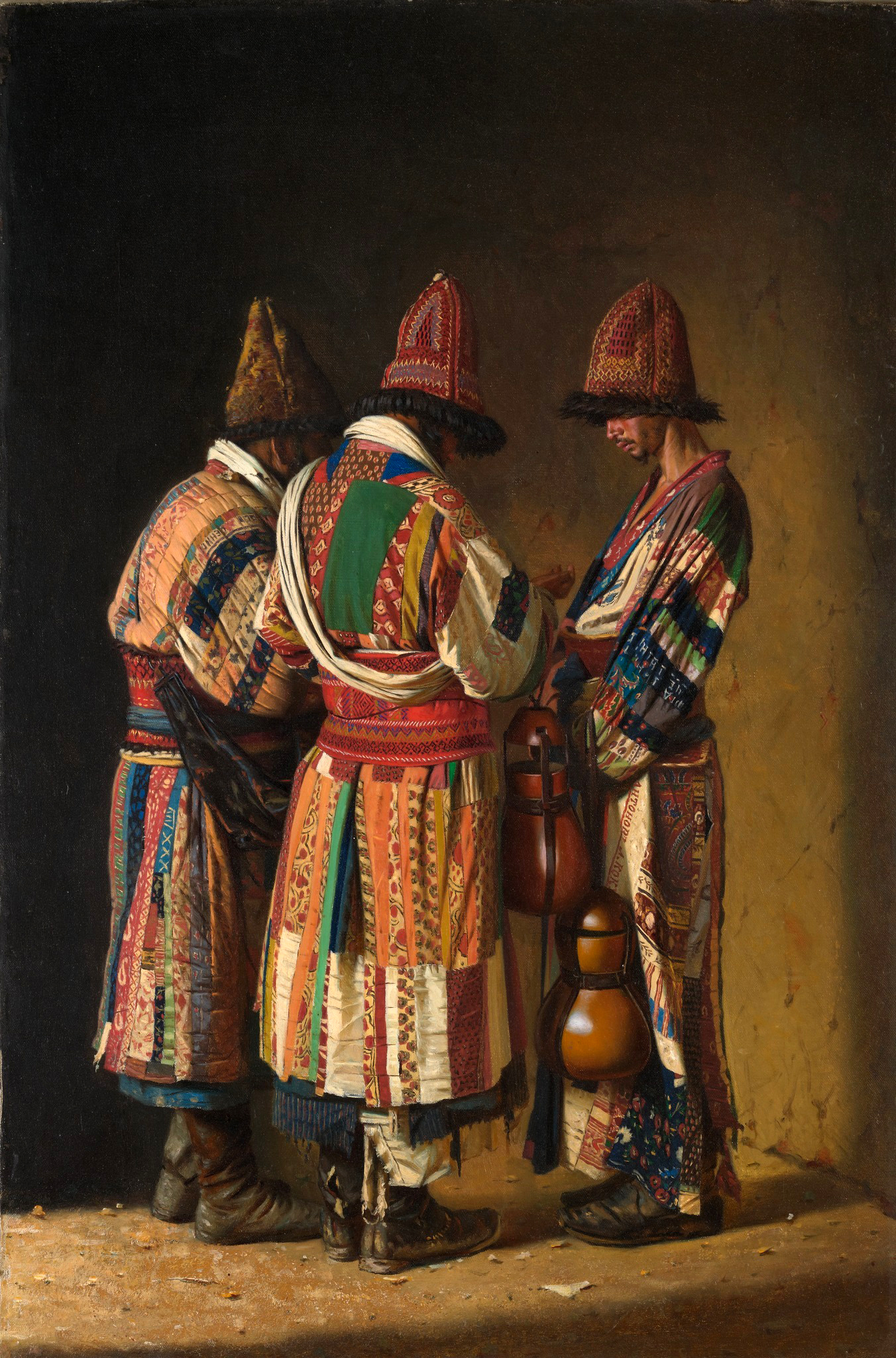
Dervixes, de Vereschaguim
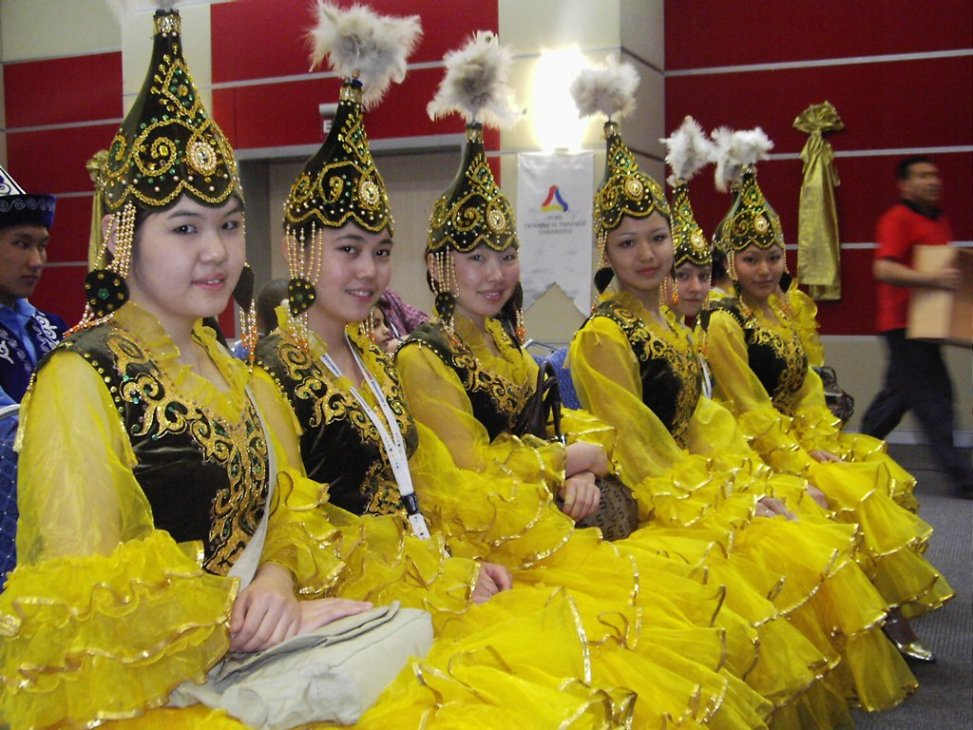
O calpaque é o chapéu tradicional das mulheres não casadas no Cazaquistão, no Caracalpaquistão e no Quirguistão
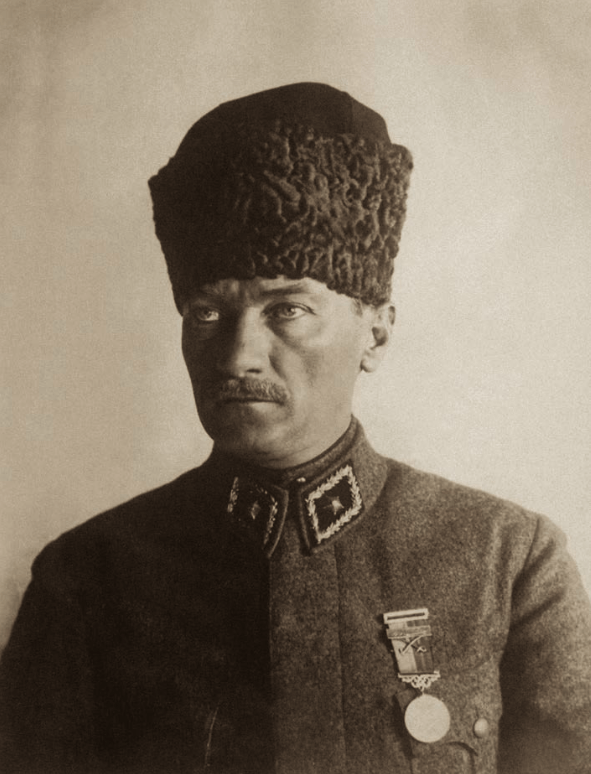
Atatürk usando um calpaque à moda turca